# Kušnin
Kushnin en albanais et Kušnin en serbe latin (en serbe cyrillique : Кушнин) est un village du Kosovo situé dans la commune/municipalité de Prizren et dans le district de Prizren/Prizren. Selon le recensement kosovar de 2011, elle compte 2 110 habitants, dont 2 109 Albanais.
Kushnin est également connu sous le nom albanais de Kuzhnin.

## Géographie
Le village se situe au sud-ouest de la République du Kosovo, à cheval entre la région de Gjakovë et celle de Prizren, à quelques kilomètres de la frontière albanaise.

## Histoire
Sur le territoire de Kushnin/Kušnin se trouve un tumulus illyrien proposé pour une inscription sur la liste des monuments culturels du Kosovo.

## Démographie

### Évolution historique de la population dans la localité
| 1948 | 1953 | 1961 | 1971 | 1981  | 1991  | 2011  |
| ---- | ---- | ---- | ---- | ----- | ----- | ----- |
| 580  | 644  | 710  | 893  | 1 247 | 1 545 | 2 110 |

|  |

## Économie
L’économie du village repose quasi entièrement sur les recettes de la Diaspora albanaise implantée en Allemagne, France, Autriche, Suisse et les pays voisins. Le village cultive également une longue tradition boulangère tout comme ses villages voisins. De nombreuses boulangeries à travers le Kosovo et l’Europe entière puisent leur savoir faire dans cette région dite “Has”.   
Le village compte 3 supérettes et 2 salons de coiffure employant 5 familles au total. 
Le travail agricole a vu son activité considérablement diminuer au lendemain de la guerre du Kosovo en raison de l‘exode rural ainsi que de leur incapacité à exporter dans une région balkanique trop compétitive pour les produits kosovars.
Depuis la construction de la route départementale R112, le village profite également des passants qui empruntent cette voie pour connecter Prizren à Gjakovë.
Le tourisme local est presque inexistant mis à part l’été lorsque la Diaspora s’y rend pour visiter leurs proches. 
Le seul évènement qui attire des visiteurs est organisé lors du jour des portes ouvertes du mausolée du guide spirituel bektashi Haziz. Appelé “Dita e Tyrbes”, cette journée rassemble quelques centaines de visiteurs qui profitent de cet événement pour se rassembler en famille.